# Домклик
Домклик — онлайн-сервис (сайт и мобильное приложение) для подачи заявки на ипотечный кредит Сбербанка, поиска, покупки, продажи и аренды недвижимости, а также проведения сделки по недвижимости.

## История
Появлению «Домклик» предшествовало создание Интернет-сервиса «Партнер Онлайн» в 2014 году. C его помощью партнёры Сбербанка (агентства недвижимости и застройщики) могли подать заявку на ипотеку. В июле 2015 года банк создал дочернюю компанию ООО «Центр недвижимости от Сбербанка», которая стала заниматься развитием сервиса. К декабрю 2015 года на платформе появился личный кабинет ипотечного заёмщика, в котором клиент мог в режиме онлайн мониторить процесс подготовки сделки, общаться в чате с персональным менеджером и дистанционно подавать документы на одобрение выбранного объекта недвижимости.
В 2016 году сервис был переименован в «Домклик». Параллельно с развитием сервиса для партнёров развивался и функционал для физических лиц: появилось мобильное приложение (август), стал доступен функционал подачи онлайн-заявки на одобрение ипотеки (октябрь) и сервис электронной регистрация недвижимости, приобретаемой в ипотеку (ноябрь). Сервис электронной регистрации «Сбербанк» разработал совместно с Росреестром. За год сервис провел 26 тысяч сделок с электронной регистрацией. К концу 2016 года на платформе было зарегистрировано 118 тысяч риелторов и более 6 000 застройщиков. «Домклик» стал для Сбербанка первым непрофильным (небанковским бизнесом) в рамках так называемой «экосистемы».
В феврале 2017 года Герман Греф представил сервис «Ипотека-онлайн» и «Домклик» Владимиру Путину на встрече в Кремле. В начале 2017 года на «Домклик» появился сервис «Правовая экспертиза» — возможность проверить квартиру и участников сделки перед покупкой. В ноябре 2017 года Сбербанк начал предлагать скидку на ипотеку 0,3 процентных пункта при покупке квартир, найденных на портале «Домклик». К концу 2017 года через «Домклик» подавалось уже 20 % всех ипотечных заявок Сбербанка.
В июне 2018 года, «Домклик» предоставил возможность размещать объявления о покупке и продаже недвижимости не только риелторам, но и физическим лицам. В июле 2018 года сервис занял 1 место в номинации «Сервисы» в конкурсе Рейтинг Рунета. В августе «Домклик» первым в России начал проводить ипотечные сделки с использованием электронных закладных.
В апреле 2019 на «Домклик» появились разделы с объявлениями по продаже и сдаче в аренду коммерческой недвижимости, а также гаражей и машиномест. Развитию сервиса способствовало и появление заявки на ипотеку в Сбербанк Онлайн в октябре 2019 года.
В январе 2020 года сервис запустил раздел "Мой дом", позволяющий читать отзывы о доме. Распространение коронавируса в России повлияло на рост популярности сервиса в 2020 году. В период пандемии около половины всех ипотечных заявок «Сбербанка» подавались через «Домклик», а в Москве эта доля доходила до 70 %. В августе 2020 года «Домклик» и ММВБ запустили «Индекс московской жилой недвижимости», который рассчитывается на основании реальных цен на недвижимость по ипотечным сделкам Сбербанка. В сентябре того же года сервис открыл аналитику и статистику по ипотечным сделкам Сбербанка и состоянии рынка недвижимости по разным городам всему рынку (сервис «Открытые данные»).
К 2021 году «Домклик» стал третьим по величине сервисом объявлений по недвижимости в России (после «Авито.Недвижимости» и ЦИАН). Улучшая и развивая функционал поиска объектов недвижимости, «Домклик» добавил возможность сравнения готовых квартир по разным параметрам (октябрь 2021 года), а также добавил к объявлениям с выгодной ценой специальный значок «Выгодное предложение» (декабрь). В ноябре 2021 года аналитическая компания Frank RG признала «Домклик» лучшей банковской экосистемой недвижимости в России. Выросла и база объектов недвижимости: по данным Эксперт РА в ноябре 2021 года «Домклик» стал лидером по количеству предложений квартир на первичном и вторичном рынке среди российских сервисов недвижимости. В конце 2021 года через сайт и мобильное приложение «Домклик» подавалось уже 56 % всех ипотечных заявок «Сбербанка».
В апреле 2022 года Google Play удалил приложение «Домклик» на Android из-за санкций против России (оно занимало первое место в категории «Жилье и дом»). В сентябре iOS-приложение удалил также App Store. Летом 2022 года «Домклик» и «Суточно.ру» запустили онлайн-сервис по бронированию посуточной аренды жилья. В конце декабря 2022 года у «Домклик» сменился руководитель: на место Николая Васёва был назначен Алексей Лейпи.

## Сервисы
Кроме поиска недвижимости, на Домклик есть ряд онлайн-сервисов, которые помогают проводить сделки с недвижимостью: электронная регистрация, сервис безопасных расчетов, юридическая проверка недвижимости перед покупкой, подготовка договора купли-продажи. Есть также бесплатный сервис оценки рыночной стоимости квартиры.
Риелторам и застройщикам доступна версия сервиса Домклик PRO, в которой можно подобрать объекты, провести юридическую оценку и продажу, и отправить ипотечные заявки. Также в сервисе есть возможность смотреть подробную информацию о домах и оставлять о них отзыв.

## Критика
Появление «Домклик» вызвало противоречивую реакцию в риелторском сообществе в 2017-2018 годах. Часть риелторов увидели в появлении сервиса угрозу собственному бизнесу, а некоторые региональные палаты недвижимости не рекомендовали размещать объявления на «Домклик».
В конце 2022 года телевизионная реклама «Домклик» вызвала неоднозначную реакцию у Интернет-пользователей Пикабу и YouTube. Некоторые из них сочли её сексистской и ущемляющей права мужчин.